# Frank Sedgman
Frank Allan Sedgman (ur. 29 października 1927 w Mount Albert, Wiktoria) – tenisista australijski, zwycięzca 22 turniejów wielkoszlemowych w grze pojedynczej, podwójnej i mieszanej, w tym pięciu w singlu, zdobywca deblowego Wielkiego Szlema 1951, zdobywca Pucharu Davisa.

## Kariera tenisowa
Frank Sedgman, zawodnik praworęczny, słynął z waleczności na korcie, skutecznej gry wolejowej i silnego forhendu. Posiadał także intuicję tenisową, która pozwalała mu przewidywać zagrania rywali. Był pierwszym po II wojnie światowej australijskim mistrzem Wimbledonu, kiedy w finale w 1952 pokonał Jaroslava Drobnego. W tym samym roku jako ostatni dotychczas mężczyzna uzyskał na londyńskiej trawie „potrójną koronę”, wygrywając również debel z Kenem McGregorem i mikst z Doris Hart. Był również pierwszym powojennym zwycięzcą mistrzostw USA z Australii w 1951. Pokonał wówczas w finale Vica Seixasa, a rok później obronił tytuł kosztem amerykańskiego weterana Gardnara Mulloya. Również dwa razy triumfował w singlu w mistrzostwach Australii, w 1949 pokonując w finale Johna Bromwicha, a w 1950 Kena McGregora. Trzykrotnie w singlowych finałach wielkoszlemowych schodził z kortu pokonany, w tym w mistrzostwach Francji w 1952, kiedy lepszy w czterech setach okazał się Jaroslav Drobný. W tym samym roku w mistrzostwach Australii Sedgman uległ w finale McGregorowi, a w 1950 w swoim pierwszym wimbledońskim finale musiał uznać wyższość Amerykanina Budge’a Patty’ego.
Do pięciu wygranych singlowych Sedgman dołożył łącznie siedemnaście triumfów w grach podwójnych. Zanotował m.in. rekordową serię ośmiu z rzędu wygranych turniejów wielkoszlemowych w deblu, począwszy od mistrzostw USA w 1950. Turniej ten wygrał w parze z Johnem Bromwichem, a następne siedem imprez wspólnie z Kenem McGregorem, zaliczając klasycznego Wielkiego Szlema w 1951. Był to jedyny Wielki Szlem w grze podwójnej mężczyzn w dotychczasowej historii tenisa. Prawdopodobnie najbliżsi powtórzenia tego osiągnięcia byli sami Sedgman i McGregor już rok później, kiedy wygrali trzy pierwsze imprezy, a w finale mistrzostw USA ulegli po wyjątkowo wyrównanym meczu Mervynowi Rose’owi i Vicowi Seixasowi 6:3, 8:10, 8:10, 8:6, 6:8. Łącznie Sedgman wygrywał mistrzostwa Australii po dwa razy w deblu i mikście, mistrzostwa Francji i USA również po dwa razy w tych konkurencjach, Wimbledon trzy razy w deblu i dwa razy w mikście. Ponadto zaliczył cztery przegrane finały deblowe i trzy mikstowe. Łączna liczba triumfów – 22 – stawia go w gronie zwycięzców wielkoszlemowych na trzecim miejscu wśród mężczyzn, za rodakami Royem Emersonem i Johnem Newcombe’em, a przed Amerykaninem Williamem Tildenem i innym Australijczykiem Rodem Laverem.
Sedgman wygrywał również inne turnieje, m.in. w 1952 międzynarodowe mistrzostwa Włoch w grze pojedynczej i podwójnej. W 1949 po raz pierwszy pojawił się w czołowej dziesiątce nieoficjalnego rankingu światowego „Daily Telegraph”, by w 1951 i 1952 zajmować miejsce na szczycie. W 1949 także zadebiutował w reprezentacji Australii w Pucharze Davisa i rychło okazał się sztandarową postacią ekipy trenera Harry’ego Hopmana. Wprawdzie w finale w 1949 Sedgman musiał uznać wyższość zarówno Pancho Gonzáleza, jak i Teda Schroedera, a trofeum pozostało przy Amerykanach, ale w pozostałych trzech edycjach w których brał udział – 1950, 1951, 1952 – Puchar przypadał Australijczykom. We wszystkich tych finałach ponownie rywalami ekipy australijskiej byli Amerykanie. W 1950 Sedgman, jako pierwszy reprezentant Australii od 1911, zdobył w finale komplet punktów, wygrywając dwa single i debel (w 1911 podobne osiągnięcie zanotował Norman Brookes). Równie skuteczny był w kolejnych dwóch finałach (zgodnie z ówczesnym regulaminem reprezentacja broniąca trofeum występowała jedynie w meczu o tytuł), pokonując w 1951 Schroedera i Seixasa, a w 1952 Seixasa i Tony’ego Traberta. Zdobywał również punkty w deblu (w 1950 partnerował Bromwichowi, w dwóch pozostałych finałach McGregorowi). W deblu w Pucharze Davisa pozostał niepokonany (przy dziewięciu wygranych meczach), w grze pojedynczej bilans jego występów to 16 zwycięstw i 3 porażki.
Po dwuletnim przodownictwie w rankingach amatorskich Sedgman zdecydował się ostatecznie na przejście na zawodowstwo. Podobno opóźnił decyzję o rok po perswazjach kibiców australijskich, którzy nawet ufundowali swojemu idolowi stację benzynową, by miał się z czego utrzymywać i kontynuować występy amatorskie. W 1953 Sedgman został jednak tenisistą profesjonalnym i podpisał kontrakt z Jackiem Kramerem, z którym stoczył serię pojedynków (tzw. tour). Podobnie jak miało to miejsce w większości debiutów zawodowych, przyzwyczajony do ciągłej rywalizacji na najwyższym poziomie Kramer wyszedł z tej konfrontacji obronną ręką, wygrywając łącznie 54 spotkań (przy 41 wygranych Sedgmana). W 1954 Sedgman uczestniczył w serii pojedynków z dwoma rywalami, Pancho Gonzalezem i Pancho Segurą, z której zwycięsko wyszedł Gonzalez. Ten sam zawodnik był kilkakrotnie rywalem Australijczyka także w turniejach zawodowych, m.in. pokonał Sedgmana w finale profesjonalnych mistrzostw USA w 1954 i 1961. Gonzalez i Sedgman rozegrali także mecz na kortach Wimbledonu w 1956, stojący na bardzo wysokim poziomie i zakończony zwycięstwem Amerykanina 4:6, 11:9, 11:9, 9:7. W 1961 Sedgman został zawodowym mistrzem USA w deblu w parze z Andrésem Gimeno.
Pozostając przez większość zawodowej kariery w cieniu bardziej znanych rywali – Kramera, Gonzaleza czy Segury – Sedgman grał pierwszoplanową rolę dopiero w połowie lat 70. w cyklu rozgrywek weteranów (powyżej 45 lat) Grand Masters Circuit, w którym triumfował w 1975, 1977 i 1978. Australijczyk zapisał się w historii tenisa także jako pierwszy zawodowiec, który w ciągu jednego sezonu zarobił ponad 100 tysięcy dolarów (1953). W 1979 został uhonorowany miejscem w Międzynarodowej Tenisowej Galerii Sławy.

## Osiągnięcia w turniejachwielkoszlemowych
- mistrzostwa Australii
  - gra pojedyncza – wygrane 1949, 1950, finał 1952
  - gra podwójna – wygrane 1951, 1952 (obie z Kenem McGregorem), finały 1947 (z George’em Worthingtonem), 1948 (z Colinem Longiem)
  - gra mieszana – wygrane 1949, 1950 (obie z Doris Hart)
- mistrzostwa Francji
  - gra pojedyncza – finał 1952
  - gra podwójna – wygrane 1951, 1952 (obie z Kenem McGregorem), finał 1948 (z Harrym Hopmanem)
  - gra mieszana – wygrane 1951, 1952, finał 1948 (wszystkie z Doris Hart)
- Wimbledon
  - gra pojedyncza – wygrana 1952, finał 1950
  - gra podwójna – wygrane 1948 (z Johnem Bromwichem), 1951, 1952 (obie z Kenem McGregorem)
  - gra mieszana – wygrane 1951, 1952, finał 1948 (wszystkie z Doris Hart)
- mistrzostwa USA
  - gra pojedyncza – wygrane 1951, 1952
  - gra podwójna – wygrane 1950 (z Johnem Bromwichem), 1951 (z Kenem McGregorem), finał 1952 (z Kenem McGregorem)
  - gra mieszana – wygrane 1951, 1952, finał 1950 (wszystkie z Doris Hart)

## Finały singlowe w turniejach wielkoszlemowych
- mistrzostwa Australii 1949 – 6:3, 6:3, 6:2 z Johnem Bromwichem
- mistrzostwa Australii 1950 – 6:3, 6:4, 4:6, 6:1 z Kenem McGregorem
- Wimbledon 1950 – 1:6, 10:8, 2:6, 3:6 z Budge’em Pattym
- mistrzostwa USA 1951 – 6:4, 6:1, 6:1 z Vikiem Seixasem
- mistrzostwa Australii 1952 – 5:7, 10:12, 6:2, 2:6 z Kenem McGregorem
- mistrzostwa Francji 1952 – 2:6, 0:6, 6:3, 4:6 z Jaroslavem Drobným
- Wimbledon 1952 – 4:6, 6:2, 6:3, 6:2 z Jaroslavem Drobným
- mistrzostwa USA 1952 – 6:1, 6:2, 6:3 z Gardnarem Mulloyem